# Neo-pop
Neo-pop é um movimento artístico pós-moderno que surgiu nas décadas de 1980 e 1990. É uma versão mais moderna das ideias dos artistas pop art dos anos 50, que se utiliza de algumas das suas ideias comerciais e de alguns aspectos kitsch. No entanto, ao contrário da pop art, o neo-pop inspira-se em uma quantidade mais ampla de fontes e técnicas.

## Contexto histórico
Os visuais do estilo neo-pop não retêm muitos aspectos do estilo pop art tradicional, mas sim pegam elementos do pop art, como seu foco na cultura popular, no consumismo, nos meios de comunicação social e na sua paleta de cores brilhantes, para transmitir suas ideias para os tempos modernos. Os visuais baseiam-se principalmente em cores vibrantes, padrões diversos (como bolinhas, flores, corações, estrelas, linhas, etc.) e uma mistura de imagens da vida cotidiana, como anúncios e cultura pop. Artistas neo-pop muitas vezes se inspiraram em celebridades, desenhos animados e marcas registradas bastante conhecidas para realizarem suas obras de arte. Nisso, o movimento é definido como um renascimento da estética e das ideias do movimento de meados do século XX, que se utiliza das características do pop art como o kitsch intencional e o interesse pelo comercialismo.

## Artistas notáveis
O termo, criado em 1992 pelo crítico japonês Noi Sawaragi, refere-se a tanto artistas influenciados pelo estilo pop art e pelos elementos da cultura popular, como os artistas Jeff Koons, Romero Britto, Damien Hirst e Peter Mars, quanto a artistas que trabalharam com graffiti e arte em estilo cartoon, como os artistas Keith Haring e Kenny Scharf. 
O artista japonês Takashi Murakami é descrito como um dos primeiros artistas japoneses neo-pop a "quebrar o gelo quando se trata de utilizar elementos da cultura pop japonesa". O neo-pop japonês conhecido como Superflat está associado à subcultura otaku e aos interesses obsessivos por animes, mangás e outras formas de cultura pop.